# صدف خادم
صدف خادم (زادهٔ ۳ بهمن ۱۳۷۳ در تهران) بوکسور اهل ایران است. او اولین مبارزهٔ بین‌المللی خود را مقابل «آن شووین» (Anne Chauvin) از فرانسه برگزار کرد. صدف خادم در این مبارزه حریف فرانسوی را شکست داد. خادم اولین زن ایرانی حاضر در یک مسابقهٔ رسمی بوکس و اولین زن ایرانی است که در یک مسابقهٔ رسمی به پیروزی رسیده‌است. این مسابقه از آن جهت حائز اهمیت است که از زمان انقلاب اسلامی ایران، بوکس برای زنان ممنوع بوده‌است.

## زندگی‌نامه

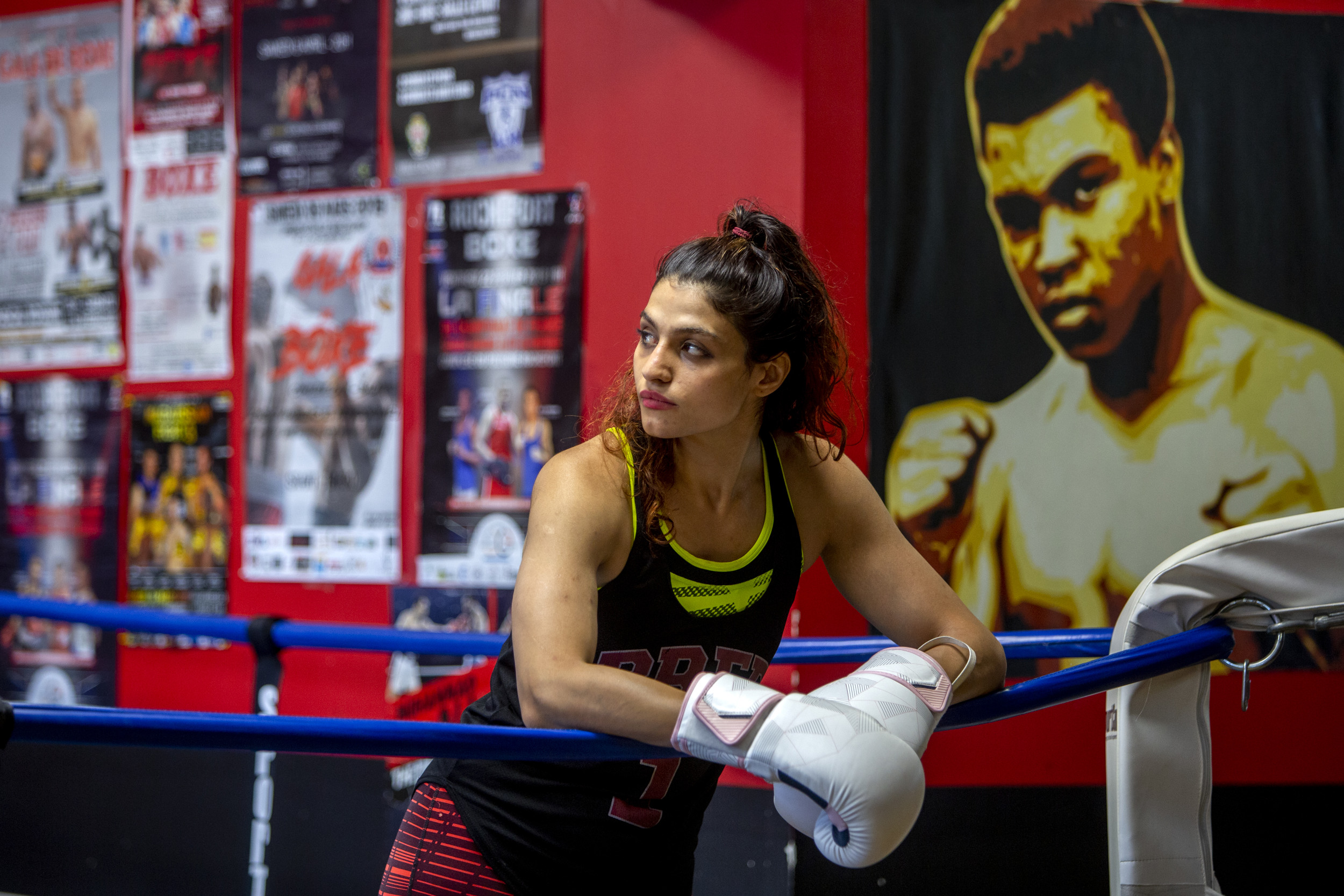
خادم در ۲۰۱۹ میلادی.

خادم ابتدا در سن ۹ سالگی شروع به ورزش و به‌طور خاص بسکتبال کرد. سپس بعد از مشاهدهٔ بسکتبالیست‌های حرفه‌ای که برای افزایش روحیه، بوکس هم تمرین می‌کنند، شروع به تمرین بوکس کرد. تمرینات او ابتدا در بوستان طالقانی تهران و سپس به ورامین انتقال پیدا کرد. در این مدت او مسیر تمرین را از خانه‌شان در مرزداران تا ورامین هفته‌ای چند بار طی می‌کرد. خادم در رشتهٔ مهندسی ورزشی نیز قبول شد اما دانشگاه را برای این‌که تمام زمان خود را به بوکس اختصاص دهد رها کرد و در کنار تمرین به مربیگری بدنسازی و بسکتبال نیز می‌پرداخت.
در سال ۱۳۸۷ مهیار منشی‌پور مربیگری او را برعهده گرفت. خادم دعوتنامهٔ مسابقه‌ای رسمی در فرانسه را کسب کرد و با وجود مخالفت وزارت ورزش در این مسابقات شرکت کرد.

## پیروزی بر حریف فرانسوی

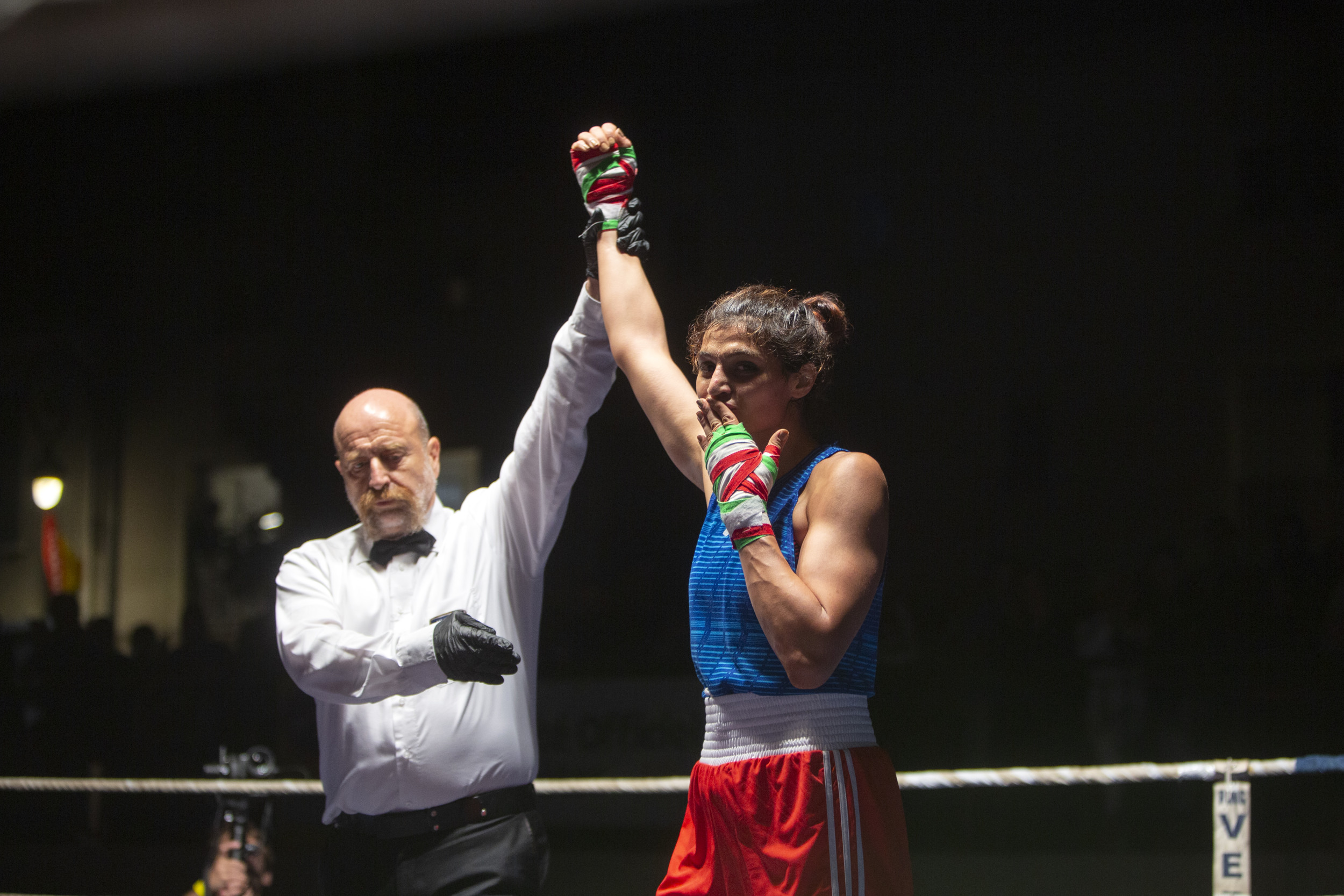
نمایی از پیروزی صدف خادم

خادم نخستین مسابقهٔ رسمی خود را ۲۴ فروردین در شهر بندری رویان در غرب فرانسه انجام داد. حریف او، «آن شوون» (Anne Chauvin)، بوکسوری فرانسوی بود. مسابقهٔ میان خادم و شوون در سه راند برگزار شد و در پایان وی با کسب امتیاز بر حریف خود پیروز گردید. در این مسابقه مهیار منشی‌پور مربی‌گری خادم را برعهده داشت.
پس از پایان مسابقه، خادم حریف خود را در آغوش کشید و گریه کرد. او این پیروزی را به «تمام مردان و زنانی که جانشان را برای دفاع از ایران فدا کرده‌اند» تقدیم کرد و افزود «این قدم اول بود».

## بازتاب و حواشی
مسابقهٔ میان صدف خادم و اَن شوون در روزهای پیش از برگزاری، بسیار مورد توجهٔ رسانه‌های فرانسوی و بین‌المللی قرار گرفت و از یک کانال تخصصی و سه کانال منطقه‌ای به‌طور مستقیم پخش شد. مجری برنامه این مبارزه را «تلاشی برای آزادی زنان و برابری حقوق زنان و مردان» توصیف کرد. شهردار روآیان نیز با حضور در روی رینگ این پیروزی را به مهیار منشی‌پور و صدف خادم تبریک گفت.
فدراسیون بوکس ایران با انتشار اطلاعیه‌ای دخالت در این مسابقه را رد کرد. در متن این اطلاعیه آمده‌است که:
با عنایت به این‌که فدراسیون بوکس جمهوری اسلامی ایران در حوزهٔ بانوان هیچ‌گونه فعالیتی ندارد، لذا برگزاری مسابقات و تمرینات این رشتهٔ ورزشی در هر مکانی مربوط به این فدراسیون نیست و مسؤولیت آن با برگزارکنندگان یا شخص شرکت‌کننده خواهد بود.
پس از این مسابقه، خادم و منشی‌پور تصمیم به بازگشت به ایران داشتند ولی به‌دلیل بیم آن‌که حکم بازداشت برای آن‌ها صادر شده از این سفر چشم‌پوشی کردند. کلارا دلی، نمایندهٔ این دو نفر، در مصاحبه با رویترز اعلام کرد که دلیل عدم سفر این دو به ایران اینست که دریافته‌اند حکم بازداشت برای آن‌ها صادر شده‌است. حسین ثوری، رئیس فدراسیون بوکس ایران اخبار مربوط به برخورد و بازداشت صدف خادم در صورت بازگشت به ایران را قویا تکذیب نمود و آن را «شیطنت رسانه‌های وابسته به عربستان سعودی» خواند. حساب توییتری سفارت ایران در فرانسه نیز با انتشار حرف‌های ثوری، احتمال بازداشت را رد کرد.